# Chính sách thị thực của Tanzania
Du khách đến Tanzania phải xin thị thực từ một trong những phái bộ ngoại giao Tanzania trừ khi họ đến từ một trong những quốc gia được miễn thị thực hoặc có thể xin thị thực tại cửa khẩu. Tất cả các du khách phải có hộ chiếu có thị thực 6 tháng (theo bộ nhập cư Tanzanian) hoặc một tháng dài hơn số ngày định ở lại (theo IATA).

## Bản đồ chính sách thị thực

Chính sách thị thực Tanzania
Tanzania
Miễn thị thực
Thị thực tại cửa khẩu
Cần xin thị thực

## Miễn thị thực
Công dân của các quốc gia và vùng lãnh thổ sau có thể đến Tanzania mà không cần thị thực lên đến 3 tháng:
| - Anguilla - Antigua và Barbuda - Bahamas - Barbados - Belize - Bermuda - Botswana - Quần đảo Virgin thuộc Anh - Brunei - Quần đảo Cayman - Síp - Dominica - Quần đảo Falkland - Gambia - Ghana - Gibraltar - Grenada - Guernsey - Guyana - Hồng Kông - Jamaica - Jersey - Kenya - Kiribati - Lesotho - Macao - Madagascar - Malawi - Malaysia | - Malta - Mauritius - Montserrat - Maroc - Mozambique - Namibia - Nauru - Papua New Guinea - Romania - Rwanda - Saint Helena - Saint Kitts và Nevis - Saint Lucia - Saint Vincent và Grenadines - Samoa - Seychelles - Singapore - Quần đảo Solomon - Nam Phi - Swaziland - Tonga - Trinidad và Tobago - Quần đảo Turks và Caicos - Tuvalu - Uganda - Vanuatu - Zambia - Zimbabwe |

Người sở hữu hộ chiếu ngoại giao/công vụ/đặc biệt của Brazil, Trung Quốc, Ấn Độ và Thổ Nhĩ Kỳ không cần thị thực để đến Tanzania.

## Thị thực tại cửa khẩu
Tất cả các quốc tịch khác, ngoại trừ các quốc gia trong mục tiếp theo, mà không được miễn thị thực thì có thể xin thị thực tại cửa khẩu. Phí thị thực này phải trả bằng tiền mặt 50 hoặc 100 đô la Mỹ. Thời gian được ở lại được quyết định tại cửa khẩu.

## Cần thị thực
Công dân của 23 quốc gia và vùng lãnh thổ sau phải xin thị thực từ trước tại một Phái bô ngoại giao Tanzanian:
| - Afghanistan - Azerbaijan - Bangladesh - Chad - Djibouti - Guinea Xích Đạo | - Eritrea - Ethiopia - Gruzia - Kazakhstan - Kyrgyzstan - Liban | - Mali - Mauritania - Niger - Palestine - Senegal - Sierra Leone | - Somalia - Sri Lanka - Tajikistan - Turkmenistan - Uzbekistan |  |

## Cần tiêm vắc xin

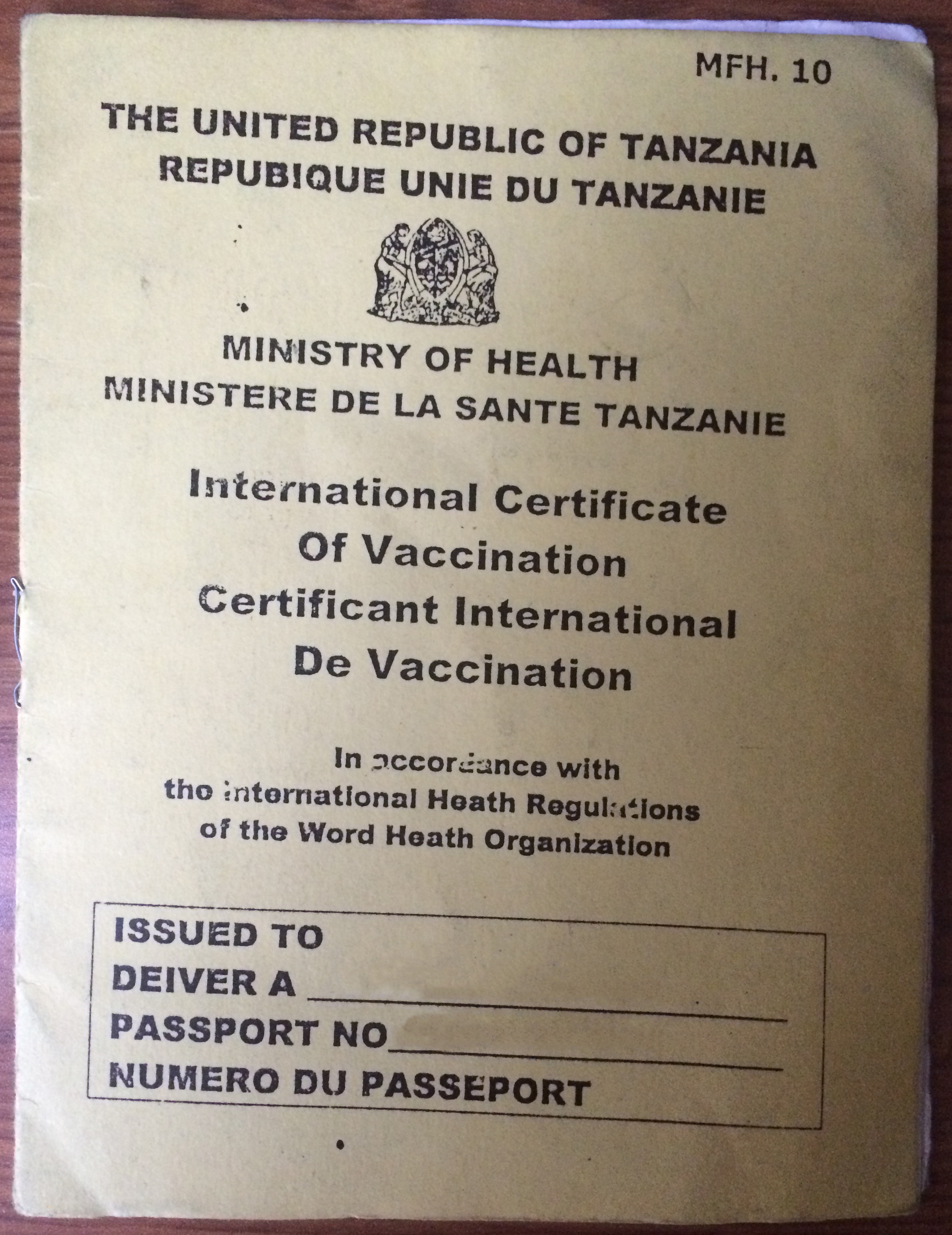
Chứng nhận Tiêm vắc xin sốt vàng được cấp bởi Tanzania

Bằng chứng tiêm vắc xin sốt vàng được yêu cầu với tất cả du khách đi qua hoặc đến từ các quốc gia sau: Angola, Argentina, Benin, Bolivia, Brazil, Burkina Faso, Burundi, Cameroon, Cộng hòa Trung Phi, Chad, Colombia, Cộng hòa Congo, Cộng hòa Dân chủ Congo, Bờ Biển Ngà, Ecuador, Guinea Xích Đạo, Ethiopia, Guiana thuộc Pháp, Gabon, Gambia, Ghana, Guinea, Guinea-Bissau, Guyana, Kenya, Liberia, Mali, Mauritania, Niger, Nigeria, Panama, Paraguay, Peru, Rwanda, Senegal, Sierra Leone, Nam Sudan, Sudan, Suriname, Togo, Trinidad và Tobago, Uganda, Venezuela, Zambia. Bộ y tế Tanzanian coi những hành khách quá cảnh trên 12 giờ hoặc những người bước ra khỏi khu vực sân bay từ các quốc gia kể trên là nguy cơ lây bệnh và yêu cầu họ phải có Chứng nhận tiêm vắc xin sốt vàng.

## Thống kê du kháhc
Hầu hết du khách đến Tanzania đều đến từ các quốc gia sau:
| Country/Territory | 2016      | 2015      | 2014      | 2013      |
| ----------------- | --------- | --------- | --------- | --------- |
| Kenya             | 233.730   | 197.562   | 188.214   | 193.078   |
| Hoa Kỳ            | 86.860    | 66.394    | 80.489    | 69.671    |
| Ấn Độ             | 69.876    | 32.608    | 27.327    | 27.334    |
| Vương quốc Anh    | 67.742    | 54.599    | 70.379    | 59.279    |
| Burundi           | 63.530    | 48.210    | 51.553    | 34.873    |
| Đức               | 57.643    | 52.236    | 47.262    | 53.951    |
| Ý                 | 50.715    | 53.742    | 49.518    | 57.372    |
| Rwanda            | 47.056    | 45.216    | 50.038    | 46.637    |
| Nam Phi           | 43.468    | 30.288    | 26.614    | 31.144    |
| Uganda            | 37.870    | 37.253    | 36.420    | 39.488    |
| Trung Quốc        | 34.472    | 25.444    | N/A       | N/A       |
| Zambia            | 28.836    | 32.694    | 36.679    | 64.825    |
| Pháp              | 24.611    | 28.683    | 33.585    | 33.335    |
| Hà Lan            | 24.197    | 20.150    | 23.710    | 20.633    |
| Israel            | 22.967    | N/A       | N/A       | N/A       |
| Zimbabwe          | 22.148    | 30.533    | 36.497    | 30.765    |
| Mozambique        | N/A       | 27.323    | N/A       | N/A       |
| Tổng              | 1.284.279 | 1.137.182 | 1.140.156 | 1.095.885 |